# 掲陽市
掲陽市（けいよう/ジエヤン-し、簡体字: 揭阳、拼音: Jiēyáng）は中華人民共和国広東省にある地級市。広州の東約320km、厦門の南西約200kmの場所に位置している。東南アジアにおける多くの華僑の出身地として知られている。人口は、戸籍人口が約713万人（2021年）、常住人口が約611万人 (2020年)、城鎮常住人口が約313万人 (2019年)、都市的地域人口が約108万人 (2021年)。

## 地理
広東省の東部に位置し、梅州市、潮州市、汕頭市、汕尾市と接する。

## 歴史
古代は百越の活動地域であったが、秦始皇帝による中国統一が実現すると前214年に掲陽戍守区が設置され南海郡の管轄とされた。前111年（元鼎6年）、前漢の武帝により南越国が滅亡すると掲陽県が設置され、中華民国時代までその地名が踏襲された。
中華人民共和国成立後は掲陽県は潮汕専区、粤東行政区、汕頭専区、汕頭市の管轄とされたが、1991年12月7日に地級市に昇格し現在に至っている。

## 行政区画
2市轄区・1県級市・2県を管轄する。
- 市轄区:
  - 榕城区・掲東区
- 県級市:
  - 普寧市
- 県:
  - 掲西県・恵来県

| 掲陽市の地図                       |
| ---------------------------------- |
| 榕城区 掲東区 掲西県 恵来県 普寧市 |

### 年表
この節の出典
- 1991年12月7日 - 広東省汕頭市掲陽県が地級市の掲陽市に昇格。榕城区・掲東県を設置。(1区4県)
  - 汕頭市普寧県・掲西県・恵来県を編入。
- 1993年4月6日 - 普寧県が市制施行し、普寧市となる。(1区1市3県)
- 2012年12月17日 (2区1市2県)
  - 榕城区・掲東県の各一部が合併し、掲東区が発足。
  - 掲東県の残部が榕城区に編入。
- 2020年5月19日 - 榕城区の一部が掲東区に編入。(2区1市2県)

## 交通

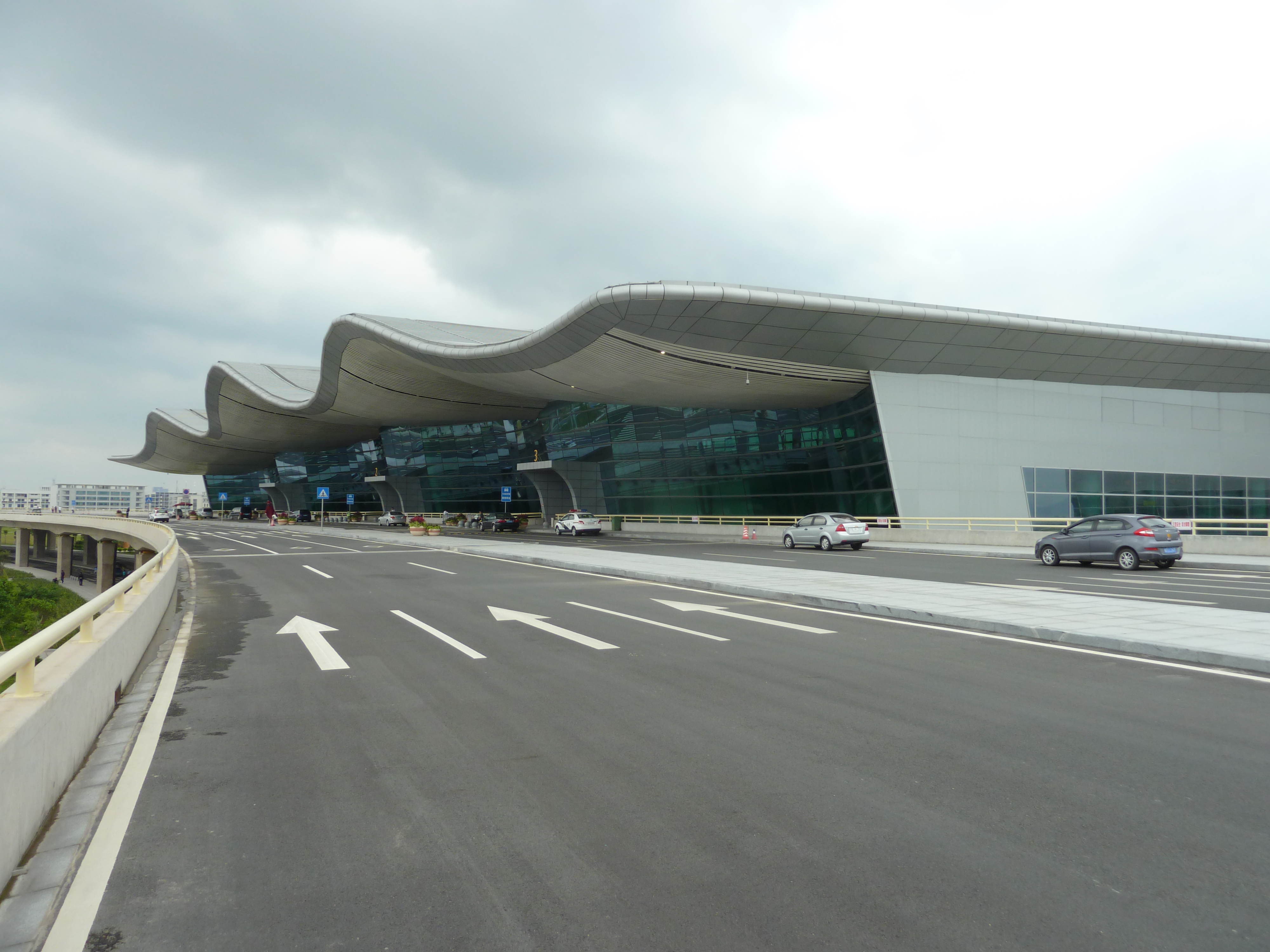
掲陽潮汕空港

### 航空
- 掲陽潮汕空港

### 鉄道
- 中国国家鉄路集団
  - 廈深線
  - 広梅汕線
  - 汕汕線（中国語版）
  - 梅汕線（中国語版）

### 道路
- 高速道路
  -  瀋海高速道路
  -  汕昆高速道路
  -  甬莞高速道路（中国語版）
  -  掲恵高速道路（中国語版）
  -  汕湛高速道路（中国語版）
  -  掲普恵高速道路（中国語版）
  -  梅汕高速道路（中国語版）

- 国道
  - G206国道（中国語版）
  - G228国道
  - G235国道（中国語版）
  - G238国道（中国語版）
  - G324国道